# Тип 63
Тип 63 (заводское обозначение WZ-211) — китайский лёгкий плавающий танк 1960-х годов. Создан на основе конструкции советского плавающего танка ПТ-76, но с установленной на него башней танка Тип 62 с 85-мм пушкой. Производился серийно с 1963 года, неоднократно модернизировался. Помимо НОАК, поставлялся также союзникам Китая.

## Модификации
- Тип 63 (WZ-211) — базовая модель = 85-мм нарезная пушка Тип 62-85ТС.
- Тип 63-I (WZ-211-I) — новый двигатель 400 л.с. = 85-мм нарезная пушка Тип 62-85ТС.
- Тип 63-II — введение дальномера = 85-мм нарезная пушка Тип 62-85ТС.
- Тип 63A (ZTC-63A) (WZ-213) — новая башня с 105-мм низкоимпульсной пушкой = 105-мм нарезная низкоимпульсная пушка на базе Тип 83.
- Тип 63A-I (ZTS-63A-I) — введена динамическая защита = 105-мм нарезная низкоимпульсная пушка на базе Тип 83.
- Тип 63A-II — улучшена СУО и усилена защита = 105-мм нарезная низкоимпульсная пушка на базе Тип 83.
- Тип 63HG — опытный, Тип 63A с улучшенной мореходностью = 105-мм нарезная низкоимпульсная пушка на базе Тип 83.
- Тип 63M (ZTS-63M) — опытный, Тип 63A-II с новой башней.

## Машины на базе
- Тип 77-I (WZ-511-I) — бронетранспортер с открытой рубкой.
- Тип 77-II (WZ-511-II) — бронетранспортер с закрытой рубкой.

## Операторы
- Вьетнам — более 200 танков, по состоянию на 2007 год[2]
- Камбоджа — 20 танков, по состоянию на 2007 год[3]
- Китай: Народно-Освободительная Армия Китая — около 50 танков Тип-63А [4]
- КНДР — 100 танков, сняты с вооружения[5]
- Мали — 18 Тип 63, по состоянию на 2010 год
- Мьянма — 105 танков, из них как боеспособные оцениваются примерно 60, по состоянию на 2007 год[6]
- Шри-Ланка — порядка 30 танков на 2010 год.

## В игровой индустрии
Присутствует в мобильной экшен-игре Tank Company в качестве премиумного танка 6-го уровня.
Также есть в многопользовательской онлайн игре War Thunder в качестве исследуемого лёгкого танка на IV ранге ветки Китая.